# Mandu

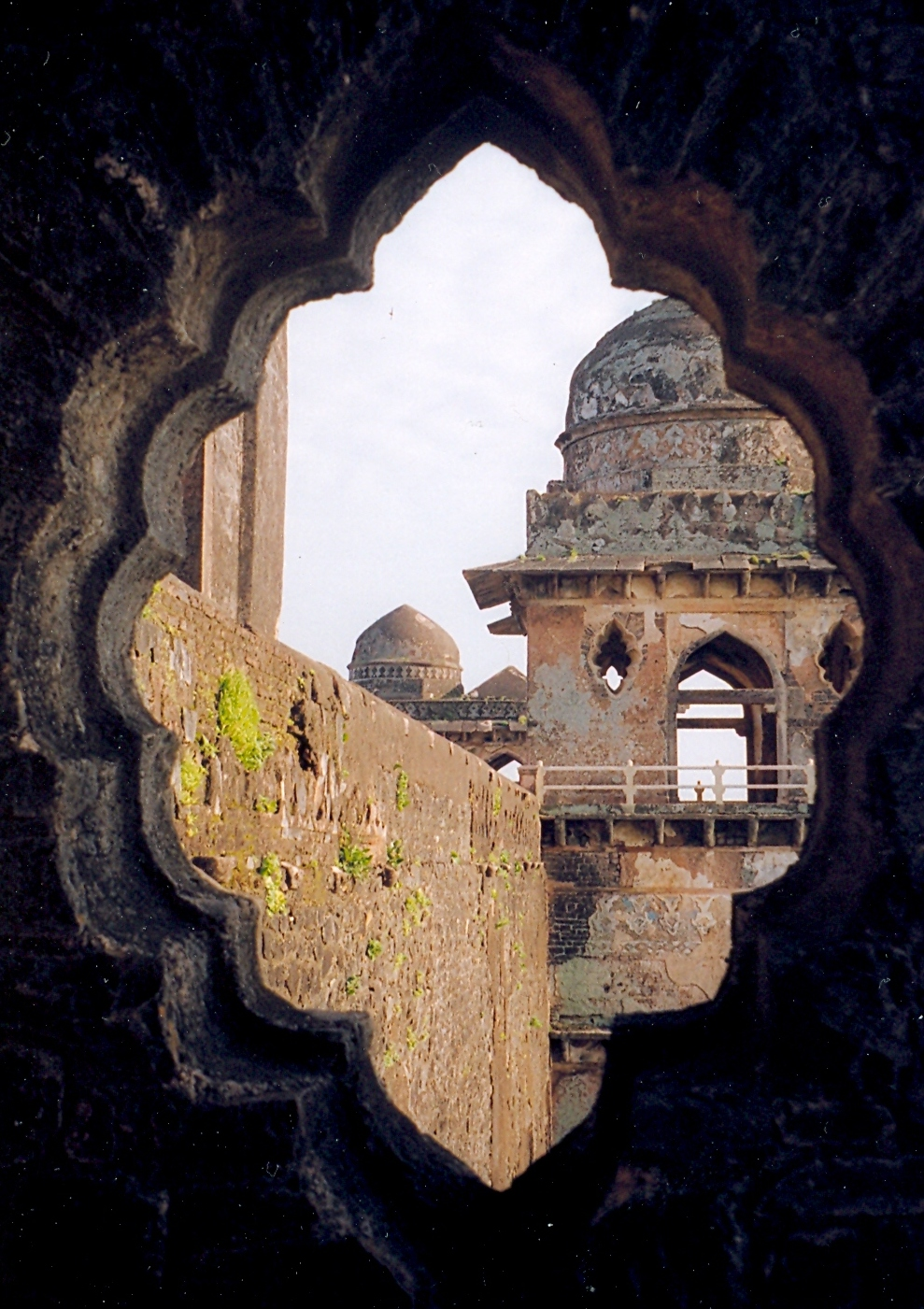
Jahaz Mahal

Mandu (o Mandogarh) fou un antiga fortalesa de l'estat de Dhar a l'Índia central, regió de Malwa, sobre un turó a la serra de Yindhyan a 645 metres d'altura. Fou la capital de Malwa des de començaments del segle xv fins al primer terç del segle xviii.

## Història
Tot i que era una fortalesa fundada vers el 313, no se'n sap gairebé res fefaenment fins a l'inici del segle xiv. Apareix en una inscripció trobada al Rajastan datada el 946 amb el nom de Mandapika, i en una altra inscripció de Jayavarmadeva de 1261 amb el nom de Mandapa-durga. Els gaznèvides al segle xi foren rebutjats pels paramara bhoja i mai van arribar a Mandu. Djalal al-Din Firuz Shah Khalji de Delhi en va saquejar la rodalia el 1293 i el 1304 fou conquerida pel general Ain al-Mulk, general del sultà Alà-ad-Din Muhammad Shah I Khalji. La seu del govern regional es va establir a Dhar i el sultà Nàssir-ad-Din Mahmud Xah Tughluq s'hi va refugiar el 1399 durant la invasió de Tamerlà. Quan va retornar a Delhi el 1401, Dilawar Khan Hasan (Dilawar Khan Ghuri) es va fer independent a Malwa i a la seva mort el 1405 el va succeir el seu fill Alp Khan Hushang Shah (1405-1435) que va fer Mandu la capital amb el nom de Shadiabad (Ciutat de la Joia). Les muralles foren restaurades.
Sota Hoshang Shah el sultanat fou escenari de lluites i batalles. A la seva mort el seu fill Ghazni Khan Muhammad Shah, acusat de crueltat, fou deposat pel seu parent Mahmud Khalji. El pare d'aquest, el wazir Malik Mughith va refusar el tron i Mahmud el va assolir amb el nom de Mahmud Shah I Khalji (1436-1469) sota el que els conflictes bèl·lics van seguir però es van aixecar grans monuments com al tomba de Hushang Shah (1539), o la seva pròpia madrassa (1443) construïda després de les victòries sobre Chittor; la mesquita Masdjid es va cabar el 1454; el 1467 va establir el calendari lunar en lloc del solar. El país va gaudir només de certa tranquil·litat sota Ghiyath al-Din Khalji (1469-1500) que va seguir desenvolupant Mandu. Mentre aquest sultà tot i tenir un gran harem, sempre va observar les prescripcions religioses i mai va beure alcohol, el seu fill Nasr Shah Khalji (1500-1511) patia dipsomania (estava alcoholitzat) però no va ser obstacle per construir el palau de Baz Bahadur (datat el 1508) i es va rodejar d'escriptor i pintors. Sota el seu fill Mahmud Shah II Khalji (1511-1531) hi va haver una lluita entre musulmas i hindus de la cort (destacant la figura de Medini Ray) però encara es van fer algunes construccions de nota.
El 1531 Malwa fou annexionada per Bahadur Shah Gujarati de Gujarat i va romandre al seu poder fins que fou derrotat el 1535 per Humayun. Bahadur Shah va poder fugir sent baixat amb cordes (junt als seus cavalls) des de la fortalesa al fons del barranc de Kakra Khoh.
Quan Humayun va ser enderrocat poc després (1540) la fortalesa fou ocupada per Mallu Khan un antic oficial dels khalji, que va esdevenir independent amb el nom i títol de Kadir Shah però fou expulsat per Sher Shah Suri el 1545 i va cedir Malwa al seu general (i parent) Shujaat (o Shujawal) Khan (també apareix com a Shuja Khan o Shudja Khan). En enfonsar-se la dinastia Suri el 1555 el fill i successor de Shujaat Khan, Bayazid conegut com a Baz Bahadur, va assolir la independència a Malwa; és recordat pels seus coneixements de música i pel seu amor per la bella cantant i poetessa, Rupmati de Sarangpur.
El 1560 Mandu fou conquerida pel general d'Akbar anomenat Adham Khan (Baz Bahadur van fugir i Rupmati es va suïcidar) i encara que Baz Bahardur la va recuperar el 1561, el 1562 fou finalment conquerida i annexionada a l'Imperi Mogol i va esdevenir quarter general d'un sarkar a la suba de Malwa. Akbar va visitar la fortalesa el 1564. Baz Bahadur es va sotmetre el 1570. Akbar la va inspeccionar el 1573 i després hi va estar altres vegades. El 1585 el fort fou visitat pel comerciant anglès Fitch. El 1598 hi tonava a ser Akbar que hauria retornat el 1600 i 1601; unes inscripcions d'aquestes dues dates esmenten que fou hoste del governador Shah Budagh Khan en el palau anomenat ara Nil Kanth. Akbar va fer reorientar la darwaza de Tarapit cap a l'oest el 1605 i va fer restaurar la tomba de Mahmud Khalji (restauració molt mal feta). Jahangir va estar a Mandu el 1616 durant uns mesos acompanyat de Sir Thomas Roe; Jahangir va retornar a Mandu el 1620; en aquest temps Jahangir va fer arranjar alguns edificis i va ocupar el seu temps amb caceres, i festes. El 1625 el príncep Khurram (després Shah Jahan), es va refugiar a Mandu durant la rebel·lió contra el seu pare. Aurangzeb i hauria estat el 1668-1669. La fortalesa va passar als marathes el 1696 però només temporalment. El 1734 Baji Rao el peshwa fou reconegut governador de Malwa; el sei delegat Anand Rao i els seus descendents van traslladar la capital a Dhar. Després va passar a ser terreny de cacera i es va deteriorar però al segle XX es van iniciar treballs de recuperació que van durar quasi tot el segle.

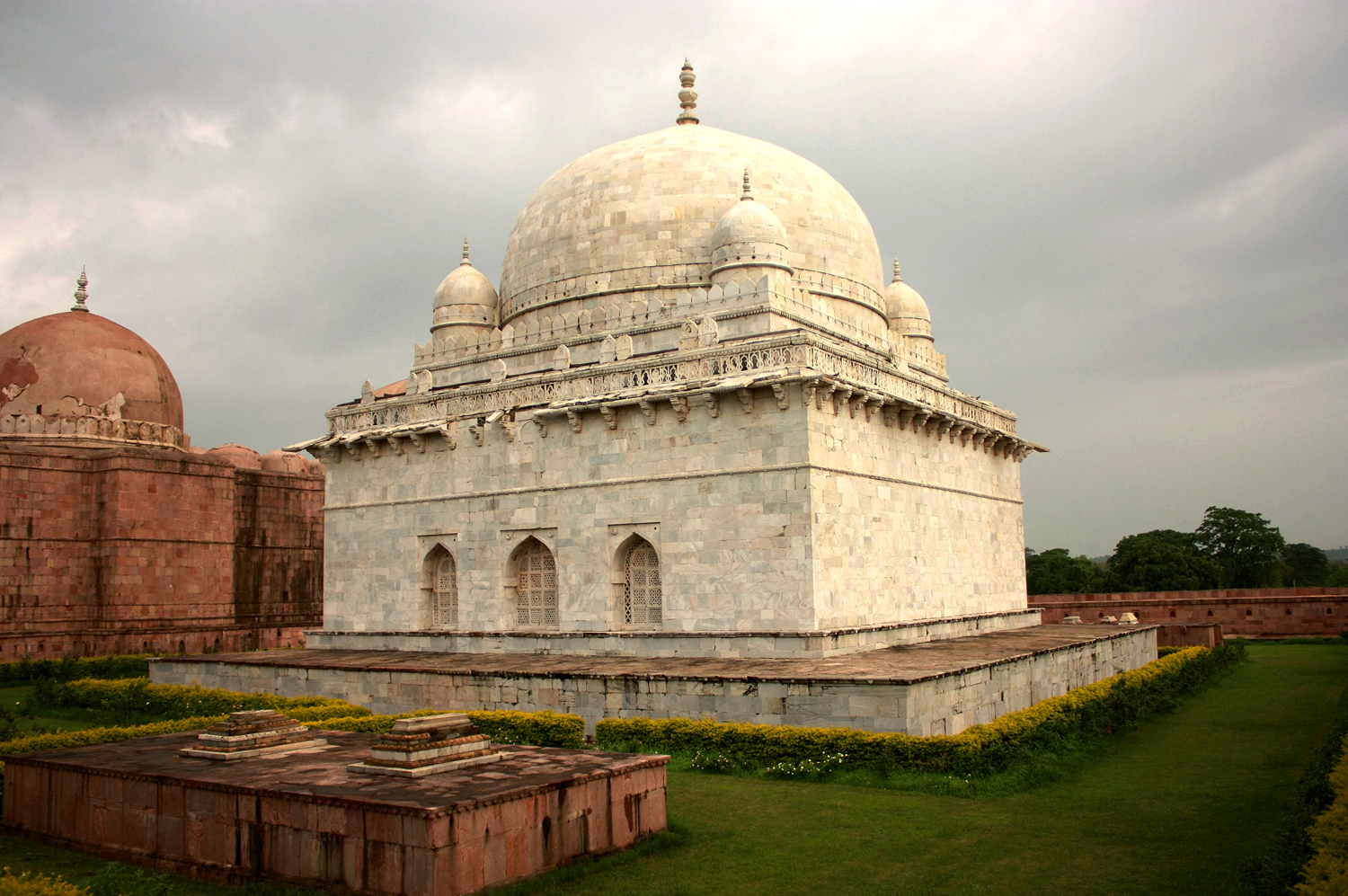
Tomba de Hoshang Shah

## La fortalesa
El fort és l'edifici principal; a l'interior hi ha mesquites, palaus, tombes i grans mansions avui que després van quedar abandonades. Jahangir diu que al seu pare li havia costat 6 mesos ocupar el fort i que va destruir diversos edificis notables perquè fos menys atractiva per a possibles rebels. La fortalesa té deu portes sent la principal Garl Darwaza (Porta dels carruatges) al nord; un carrer porta a una sèrie de palaus construïts pels governants khaljis de Malwa tancats dins una muralla; dins d'aquesta els principals edificis són el Hindola Mahal i el Jahaz Mahal (Palau de la barca) al damunt d'un llac; al nord de la muralla hi ha una mesquita construïda per Dilawar Khan el 1405; al costat, la Jama Masjid (acabada el 1454) i la tomba d'Hoshang Shah, els dos edificis millors; no gaire lluny la mesquita de Malik Mugdis, pare de Mahmud I, construïda el 1432; els darrers edificis a destacar són el palau de Baz Bahadur i el de Rupmati.